# Adelina Sotnikova
Adelina Dmitriyevna Sotnikova (em russo:  Адел́ина Дми́триевна Со́тникова; Moscovo, Rússia, 1 de julho de 1996) é uma patinadora artística russa. É  campeã olímpica em Sóchi 2014 no evento individual feminino. Também é subcampeã da Europa de 2014, quatro vezes campeã da Rússia (2009, 2011–2012, 2014), campeã mundial de juniores (2011).

## Principais resultados

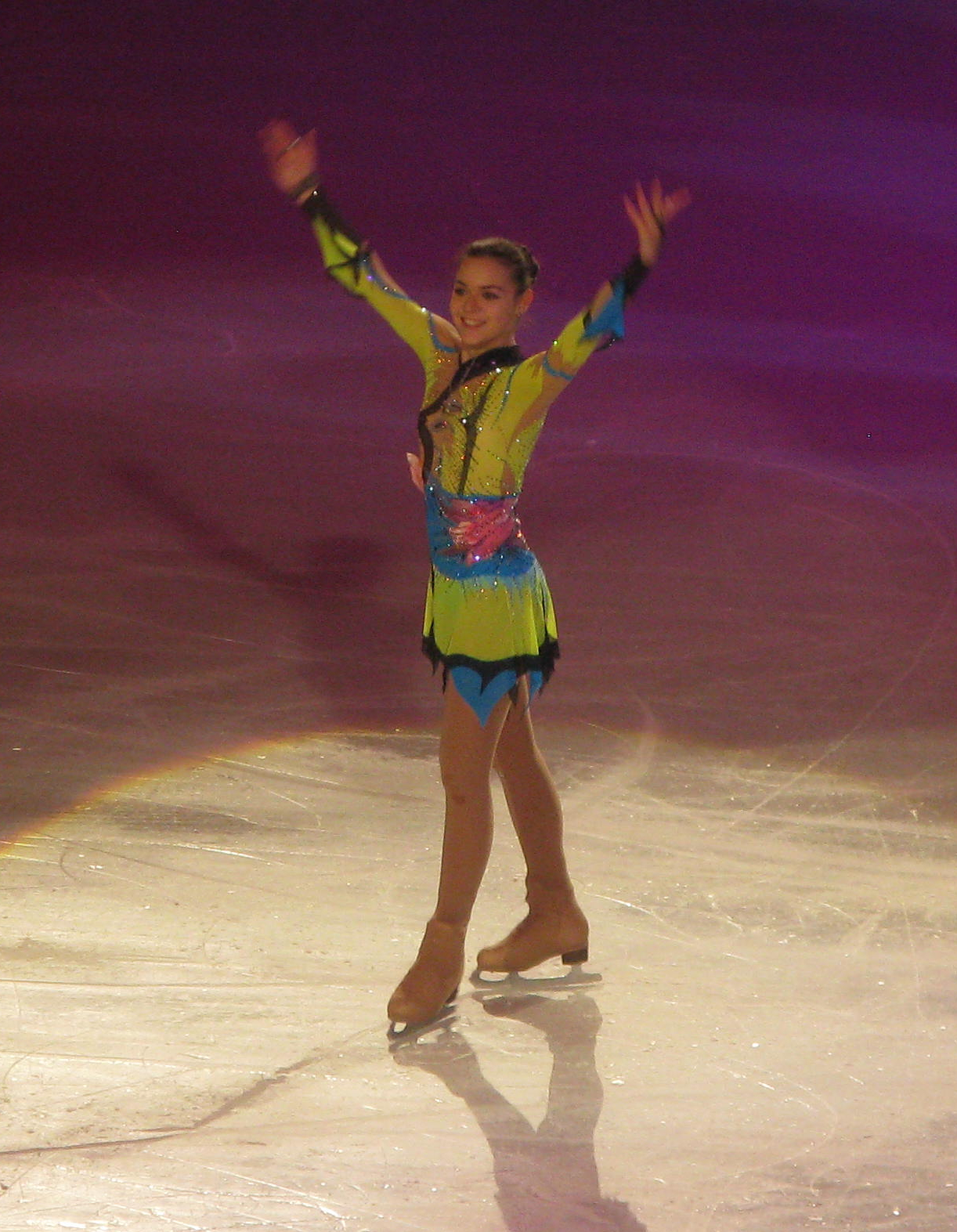
Sotnikova em 2013.

| Resultados | Resultados    | Resultados      | Resultados    | Resultados      | Resultados        | Resultados        | Resultados       | Resultados    | Resultados        | Resultados    | Resultados    | Resultados    |
| Internacional | Internacional | Internacional   | Internacional | Internacional   | Internacional     | Internacional     | Internacional    | Internacional | Internacional     | Internacional | Internacional | Internacional |
| Evento/Temporada | 2007– 2008    | 2008– 2009      | 2009– 2010    | 2010– 2011      | 2011– 2012        | 2012– 2013        | 2013– 2014       | 2014– 2015    | 2015– 2016        |               |               |               |
| --- | ------------- | --------------- | ------------- | --------------- | ----------------- | ----------------- | ---------------- | ------------- | ----------------- | ------------- | ------------- | ------------- |
| Jogos Olímpicos |               |                 |               |                 |                   |                   | Medalha de ouro  |               |                   |               |               |               |
| Campeonato Mundial |               |                 |               |                 |                   | 9.ª               |                  |               |                   |               |               |               |
| Campeonato Europeu |               |                 |               |                 |                   | Medalha de prata  | Medalha de prata |               |                   |               |               |               |
| GP Grand Prix Final |               |                 |               |                 |                   |                   | 5.ª              |               |                   |               |               |               |
| GP Cup of China |               |                 |               |                 | Medalha de bronze |                   | Medalha de prata |               |                   |               |               |               |
| GP NHK Trophy |               |                 |               |                 |                   |                   |                  | WD            |                   |               |               |               |
| GP Rostelecom Cup |               |                 |               |                 | Medalha de bronze | 5.ª               |                  | WD            | Medalha de bronze |               |               |               |
| GP Skate America |               |                 |               |                 |                   | Medalha de bronze |                  |               |                   |               |               |               |
| GP Trophée Éric Bompard |               |                 |               |                 |                   |                   | Medalha de prata |               |                   |               |               |               |
| CS Golden Spin of Zagreb |               |                 |               |                 |                   |                   |                  |               | 6.ª               |               |               |               |
| CS Mordovian Ornament |               |                 |               |                 |                   |                   |                  |               | Medalha de prata  |               |               |               |
| Golden Spin of Zagreb |               |                 |               |                 | Medalha de ouro   |                   |                  |               |                   |               |               |               |
| Nebelhorn Trophy |               |                 |               |                 |                   | Medalha de prata  |                  |               |                   |               |               |               |
| Internacional – Júnior |               |                 |               |                 |                   |                   |                  |               |                   |               |               |               |
| Campeonato Mundial Júnior |               |                 |               | Medalha de ouro | Medalha de bronze |                   |                  |               |                   |               |               |               |
| Jogos Olímpicos da Juventude |               |                 |               |                 | Medalha de prata  |                   |                  |               |                   |               |               |               |
| JGP JGP Final |               |                 |               | Medalha de ouro |                   |                   |                  |               |                   |               |               |               |
| JGP JGP Áustria |               |                 |               | Medalha de ouro |                   |                   |                  |               |                   |               |               |               |
| JGP JGP Reino Unido |               |                 |               | Medalha de ouro |                   |                   |                  |               |                   |               |               |               |
| NRW Trophy | 6.ª           |                 |               |                 |                   |                   |                  |               |                   |               |               |               |
| Nacional |               |                 |               |                 |                   |                   |                  |               |                   |               |               |               |
| Campeonato Russo |               | Medalha de ouro | 4.ª           | Medalha de ouro | Medalha de ouro   | Medalha de bronze | Medalha de ouro  |               | 6.ª               |               |               |               |
| Campeonato Russo – Júnior | 10.ª          | Medalha de ouro | 6.ª           |                 |                   |                   |                  |               |                   |               |               |               |
| Equipes |               |                 |               |                 |                   |                   |                  |               |                   |               |               |               |
| Troféu Mundial por Equipes |               |                 |               |                 | 5.ª 5T/4P         | 4.ª 4T/4P         |                  |               |                   |               |               |               |
| Japan Open |               |                 |               |                 |                   |                   | 3T/4P            |               | 3T/4P             |               |               |               |
| |               |                 |               |                 |                   |                   |                  |               |                   |               |               |               |
| Legenda: GP = Grand Prix; CS = Challenger Series; JGP = Grand Prix Júnior; WD = Abandonou; T = Posição da equipe; P = Posição individual; Competição não foi disputada nesta temporada; Competição não fez parte do GP/CS; Competição fez parte do GP/CS |               |                 |               |                 |                   |                   |                  |               |                   |               |               |               |